# Дозвіл на початок робіт підвищеної небезпеки
Дозвіл на початок робіт підвищеної небезпеки  — це документ, який повинна отримати будівельна організація, діяльність якої пов'язана з виконанням робіт підвищеної небезпеки та експлуатації об'єктів, машин, механізмів, устаткування тощо.

## Порядок видачі дозволу на початок робіт підвищеної небезпеки
Порядок видачі дозволів на початок робіт підвищеної небезпеки визначено у «Порядку видачі дозволів на виконання робіт підвищеної небезпеки та на експлуатацію (застосування) машин, механізмів,  устатковання підвищеної небезпеки», затвердженому КМУ від 26 жовтня 2011 р. N 1107.

## Строк дії дозволу на початок робіт підвищеної небезпеки
- дозвіл на початок робіт підвищеної небезпеки — 5 роки;
- дозвіл на продовження робіт підвищеної небезпеки — 5 років;

## Необхідні документи для отримання дозволу на початок робіт

### Установчі документи
Статут

Ліцензія

Свідоцтво про державну реєстрацію

Свідоцтво про реєстрацію платника ПДВ

Довідка про реєстрацію в Київському міському управлінні статистики

### Довідки
Пояснювальна записка

Довідка про підпорядкованість посадових працівників

Довідка про професійну структуру та рівень кваліфікації посадових працівників

Копії дипломів

Блок схема організаційної структури підприємства

Довідка про чисельний та професійний склад робітників підприємства

Довідка про наявність устаткування, приладів, ємностей, спеціальних транспортних засобів, що підлягають реєстрації в територіальних
органах Держгірпромнагляду

Довідка про працівників що виконують роботи підвищеної небезпеки

Довідка про наявність механізмів, обладнання та електроінструменту, що використовуються при виконанні заявлених робіт

Акти експертного обстеження (випробування)

Договори (оренди, постачання балонів)

Протоколи вимірів опору ізоляції

Паспорти, технічні описи, інструкції з експлуатації, складальні креслення

Атестат акредитації (ліцензія та ін.)

Журнал огляду та випробування електроінструменту

Довідка про наявність приміщень для офісу, виробничої бази та складських приміщень

Договори оренди

Свідоцтво про власність

### Протоколи перевірки знань з питань охорони праці (УК) (в залежності від видів робіт)
1. Загальні питання (Законодавство та будівельні норми)
2. Правила будови та безпечної експлуатації в/п кранів "
3. «ПБЕЕС»
4. Правила безпеки газопостачання України.
5. Посудини під тиском
6. Робота на висоті
7. Стропальники
8. Зварники
9. Інші спеціальності
10. Копії посвідчень для робітників про закінчення навчальних комбінатів за професіями

### Протоколи засідання постійно діючої комісії підприємства (в залежності від видів робіт)
1. Загальні питання (Законодавство та будівельні норми)
2. Правила будови та безпечної експлуатації в/п кранів "
3. «ПБЕЕС»
4. Правила безпеки газопостачання України
5. Посудини під тиском
6. Робота на висоті
7. Стропальники
8. Зварники
9. Інші спеціальності
10.Витяг з журналу перевірки знань та присвоєння кваліфікаційних груп з електробезпеки працівникам підприємства